# Aliança del Nord
L'Aliança del Nord, el nom oficial de la qual era Front Unit Islàmic i Nacional per a la Salvació de l'Afganistan (Jabha-yi Muttahid-i Islami-yi Milli bara-yi Nijat-i Afghanistan) o Front Unit, va ser un agrupament polític i militar afganès de diverses faccions guerreres que el 1996 van unir-se, en despit de llurs diferències inicials, per a lluitar junts contra el règim dels talibans.

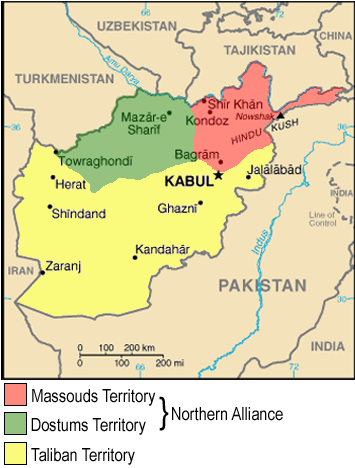
L'Afganistan l'any 1996

El Front Unit reunia així diversos grups de mujahidins que havien combatut l'exèrcit soviètic durant la guerra de 1979 a 1989, i que alhora s'havien barallat entre ells durant anys per obtenir poder a l'Afganistan. La majoria dels seus components pertanyien a les minories marginades, com els tadjics, els uzbecs i els hazares, així com certs paixtus i s'hi trobaven reunides diverses sensibilitats ideològiques, ja que hi havia membres de l'anterior règim comunista, xiïtes i fins altres grups integristes que tenien diferències amb els talibans a causa del seu origen ètnic.
Durant diversos anys, a causa de la manca de mitjans militars però també de les baralles internes, van quedar arraconats a la zona del nord-est de l'Afganistan. Però quan en resposta a l'assassinat del comandant de l'Aliança Ahmad Shah Massoud i els atemptats de l'11 de setembre de 2001 per agents d'Al-Qaeda, els Estats Units van decidir sostenir-los militarment i ràpidament l'Aliança del Nord va aconseguir prendre el control total del país, i es va dissoldre a mesura que els membres i els partits donaven suport a la nova administració provisional afganesa, amb alguns membres que després van passar a formar part de l'administració de Hamid Karzai. Els talibans van anunciar el 7 de desembre de 2001 que abandonaven el país.

## Faccions principals
El Front Unit es componia de cinc faccions principals:
- Moviment Islàmic de l'Afganistan (Harakat-i-Islami-yi Afganistan). Xiïta, dirigit per l'aiatol·là Muhammad Asif Muhsini.
- Partit Islàmic de l'Afganistan (Jamiat-I Islami-yi Afganistan). Constituït principalment per tadjics, dirigit per Burhanuddin Rabbani. En els anys de guerra, però, Rabbani tenia molt poca influència en comparació amb dos altres membres del partit, Ahmad Shah Massud i Mohammed Fahim.
- Unió Islàmica per a l'Alliberació de l'Afganistan (Ittihad-I Islami Bara-yi Azadi). Paixtu, dirigit per Abdul Rasul Sayyaf.
- Partit d'Unió Islàmica de l'Afganistan (Hizb-I Wahdat-I Islami-yi Afganistan). Constituït per hazares xiïtes, primer dirigit per Abdul Ali Mazari i més tard per Mohammed Mohaqiq i Karim Khalili, que rebé el suport l'Iran.
- Moviment Islàmic Nacional de l'Afganistan (Junbish-I Milli-yi Afganistan). Constituït per uzbeks i anteriors comunistes, dirigits per Abdul Rashid Dostum, que rebé el suport la Turquia.